# Le Bez

Le Bez este o comună în departamentul Tarn din sudul Franței. În 2009 avea o populație de 803 de locuitori.

## Evoluția populației
| An        | 1975 | 1982 | 1990 | 1999 | 2006 | 2009 |
| --------- | ---- | ---- | ---- | ---- | ---- | ---- |
| Populație | 606  | 612  | 654  | 716  | 786  | 803  |